# Палаццоло-Верчеллезе
Палаццоло-Верчеллезе (італ. Palazzolo Vercellese, п'єм. Palasseu) — муніципалітет в Італії, у регіоні П'ємонт, провінція Верчеллі.
Палаццоло-Верчеллезе розташоване на відстані близько 510 км на північний захід від Рима, 45 км на схід від Турина, 21 км на південний захід від Верчеллі.
Населення — 1241 особа (2014).
Щорічний фестиваль відбувається 1° неділі вересня. Покровитель — San Caio e Santa Faustina.

## Демографія
Населення за роками:

Станом на 1 січня 2023 року в муніципалітеті офіційно проживали 73 іноземці з 9 країн, серед них 56 громадян країн Євросоюзу.

## Сусідні муніципалітети
- Каміно
- Фонтанетто-По
- Габ'яно
- Трино